# Il meglio dei Trilli
Il meglio dei Trilli è un album del gruppo I Trilli pubblicato in LP nel 1983 dalla Panarecord. 
Nel 1990 l'album è  stato rieditato su CD, col titolo Il meglio 2, dalla Sound Folk.

## Tracce
Lato A
1. Trilli Trilli (Anonimo, Darini)
2. Canson de Cheullia (Margutti, Cappello)
3. Vico drito Pontexello (Niliomi, Deliperi, Zullo)
4. L'ultimo tango (Merli, Zullo)
5. Sensa moae (Isopiro)

Lato B
1. Piccon, dagghe cianin! (De Santis, Pesce)
2. Saluta Zena (Anselmi, Antola)
3. Come t'è bella Zena (De Scalzi)
4. Noiatri do Brasil (Deliperi, Zullo)
5. Schitta pescio (Carrai, De Scalzi)